# Myodes rufocanus
Myodes rufocanus је врста волухарице. 

## Распрострањење
Ареал врсте покрива средњи број држава у северној Евроазији. Врста има станиште у Кини, Русији, Јапану, Монголији, Шведској, Норвешкој и Финској.

## Станиште
Станишта врсте су шуме, планине, травна вегетација, субарктичка подручја, арктичка подручја, екосистеми ниских трава и шумски екосистеми и речни екосистеми. Врста је по висини распрострањена до 2.700 метара надморске висине. 

## Угроженост
Ова врста је наведена као последња брига, јер има широко распрострањење и честа је врста.